# Зусін Сергій Михайлович
Сергій Михайлович Зусін (нар. 30 січня 1981, м. Жданов, Донецька область, — пом. 29 липня 2022, селище Оленівка, Донецької області) — український військовослужбовець (раніше – працівник міліції та поліції), старший сержант Окремого загону спеціального призначення «Азов» Національної гвардії України, учасник російсько-української війни, який відзначився під час відбиття російського вторгнення в Україну і загинув у полоні внаслідок терористичного акту, вчиненого в ніч проти 29 липня 2022 року російськими окупаційними військами на території колишньої Волноваської виправної колонії № 120. Кавалер ордена «За мужність» ІІІ ступеня (2023 р., посмертно).

## Життєпис
Сергій народився у місті Жданові (нині – Маріуполь) на Донеччині. Його батьки працювали на металургійному заводі. Мама віддала Сергія до дитячого садочка у дворічному віці, а у шість років він пішов до школи. Навчався дуже добре, його улюбленими предметами були математика і фізика. Також, за сімейною традицією, паралельно здобув музичну освіту по класу фортепіано, займав перші місця на міських та обласних конкурсах з сольфеджіо.
Закінчив Маріупольський металургійний інститут (нині – Приазовський державний технічний університет), пішов працювати зварювальником на меткомбінат імені Ілліча, але після того як дістав травму (в око влучила іскра), звільнився з підприємства. 
2015 року Сергій добровольцем вступив до батальйону патрульної служби міліції особливого призначення «Артемівськ», у складі якого брав участь у Антитерористичній операції на сході України, після розформування підрозділу у жовтні того ж року продовжив службу у батальйоні поліції особливого призначення Головного управління Національної поліції в Донецькій області. Восени 2021 року звільнився та був прийнятий на військову службу за контрактом до Окремого загону спеціального призначення «Азов» Національної гвардії України, у порядку переатестації зі спеціального звання отримав військове звання «старший сержант», служив у зенітному ракетно-артилерійському дивізіоні. 
|                       | «Сергій дуже полюбив мою доньку від першого шлюбу, а вона – його. Разом робили уроки, бо він дуже розумний і все пам’ятає зі школи. Пишався своїм 16-річним сином, який займається футболом і був одним з найкращих гравців свого віку. У нього було багато друзів і знайомих. Я дивувалась, коли ми йшли містом, кожні 10 хвилин він з кимось вітався. Багато говорив телефоном, весь час щось вирішував, допомагав комусь у різних питаннях… Був момент, коли ми посварилися і не бачились півроку, він дуже важко це переносив та вирішив піти ва-банк. Влітку Сергій прийшов до мене на роботу, подарував квіти, золоту каблучку, сказав, що хоче, аби я стала його дружиною. Дав час на роздуми й пішов. Десь за тиждень я відповіла «так». Ми почали планувати весілля на квітень 2022 року і подорож до Туреччини. Але…». |
| — Анастасія, наречена | |

Від першого дня повномасштабного російського вторгнення, протягом 86 днів Сергій брав участь у обороні рідного Маріуполя. Під час боїв на металургійному комбінаті «Азовсталь», коли російські літаки скидали на завод фосфорні бомби, «Рассел» дістав поранення — сильні опіки обличчя та рук.
Після боїв за Маріуполь і героїчної оборони «Азовсталі» 20 травня 2022 року за наказом вищого військового керівництва заради збереження життя людей Сергій вийшов з побратимами з «Азовсталі» та потрапив у так званий «полон за домовленістю». Утримувався на території колишньої Волноваської виправної колонії № 120 в окупованому селищі Молодіжному, що неподалік колишнього адміністративного центру селищної ради Оленівки колишнього Волноваського (нині – Кальміуського) району Донецької області, де окупанти утворили фільтраційну в’язницю. 
У ніч на 29 липня 2022 року прийняв мученицьку смерть у полоні внаслідок масового вбивства військовополонених, влаштованого окупантами у колонії в Оленівці.
Після репатріації тіл загиблих і тривалого очікування на результати ДНК-експертизи 2 червня 2023 року старшого сержанта Зусіна було поховано з військовими почестями на Алеї Слави столичного Лук’янівського кладовища. 

## Родина
У Сергія залишилися мати, син від першого шлюбу та наречена.

## Нагороди
- орден «За мужність» ІІІ ступеня (3 листопада 2023 р., посмертно)  – за особисту мужність і самовідданість, виявлені у захисті державного суверенітету та територіальної цілісності України, сумлінне та бездоганне служіння Українському народові[3]